# إبراهيم كندي وسطي
إبراهيم كندي وسطي هي قرية في مقاطعة بارس أباد، إيران. عدد سكان هذه القرية هو 30 في سنة 2006.